# 金倫
金倫（きん りん）は、中国の前漢時代の人物である。字は少卿。生没年不明。匈奴の王の子だったが、漢の武帝に仕えた。黄門郎。

## 事績
父は匈奴の休屠王、母は閼氏。兄の金日磾と二人兄弟。子に金安上。
元狩2年（紀元前121年）、漢に降伏することを拒んだ父が殺され、金倫は母や兄とともに漢に連れ去られた。兄が14歳のときである。
宮中で卑賎な身分で働かされていた兄が武帝に認められて取り立てられると、金倫は黄門郎になった。宮中の雑用係だが、立派な官人である。子の金安上を残し、早くに亡くなった。